# Az ajtón kívül (opera)
Az ajtón kívül Balassa Sándornak a Magyar Rádió felkérésére készített operája öt tételben. A színpadi bemutatóra 1978. október 20-án került sor a Magyar Állami Operaházban.

## Az opera története és szövegkönyve
Balassa Sándor szinte pályája elejétől készült első operája megkomponálására. Saját elmondása szerint első, meghatározó zenei élményei voltak Verdi operái. Ezek a darabok tudatosították benne, hogy a műfaj mennyire összetett. Ennek ellenére tizenöt kellett hozzá, mire az elismert zeneszerző megvalósította szándékát.
Balassa első darabját a műfajban a Magyar Rádió felkérésére készítette. A zeneszerzőt akkor már régóta foglalkoztatta Wolfgang Borchert drámája. A fiatalon elhunyt drámaíró életét a háborús események határozták meg: szolgált a fronton, ahol megsebesült, ezután politikai okokból letartoztatták. Halálos ítéletét végül frontszolgálatra változtatják. 1945-ben írta egyetlen drámáját, amely a halála utáni nap került bemutatására. Balassa előtt már készítettek belőle filmet és hangjátékot.
Az eredeti darabot Fodor Géza dolgozta át operalibrettóvá, Szolcsányi Ferenc műfordítását használva. Fodor az opera műfaji követelményeit tartotta szem előtt. Eszerint összevont, elhagyott jeleneteket, a személyek számát is lecsökkentette. A zenei kifejezés gazdagítása érdekében szerepelteti a kórust, ami természetesen az eredeti prózai színdarabban nem szerepel.

## Az opera szereplői és helyszínei
| Szereplő       | Hangfekvés |
| -------------- | ---------- |
| Beckmann       | tenor      |
| Lány,          | szoprán    |
| Féllábú        | basszus    |
| Ezredes        | bariton    |
| Halál          | basszus    |
| Kabaréigazgató | bariton    |
| Isten          | tenor      |

- Kórus: névtelen tömeg, az elesettek árnyserege
- Történik: valahol Európában, háborús időkben
- Helyszínek: I. tétel: folyópart, II. tétel: romos táj – a Lány otthona, III. tétel: Az Ezredes házában, IV. tétel: A Kabaréigazgató irodája, V. tétel: rommező a folyópaton
- Játékidő: 74 perc

## Az opera cselekménye
I.  tétel: A rövid zenekari bevezető után felhangzik a névtelen tömeg jajszava. Megjelenik a Halál temetkezési vállalkozónak adva ki magát és nagyon elégedett. Az emberek úgy hullnak, mint a legyek. Valaki a folyóba ugrik. Ezután színre lép az Isten egy öregember képében. Siratja teremtményét, az embert, aki kipusztítja magát és ő nem tehet semmit. Beletörődik az elkerülhetetlenbe és kijelenti, hogy a Halál az új isten.
II. tétel: A Lány a folyóparton egy aléltan fekvő férfire talál, aki öngyilkos akart lenni, de végül kivetette magából a folyó. Nehezen tudja magához téríteni. A férfi már semmi másra nem vágyik, csak hogy nyugodtan aludhasson és nem kelljen többé fáznia. A lány végül magával viszi otthonába a férfit, aki itt végre feloldódik és mesélni kezd magáról.
Beckmannak hívják és a háborúban szolgált, mint őrmester. Három év után tért vissza a frontról, de a felesége már mással él, a kisfiát pedig maguk alá temették a romok, meghalt. A gyerek egyéves volt és apja még nem is látta. A Lány sorsa is hasonló, ő a magánytól szenved. Unszolja vendégét, hogy beszéljen, mert akkor nem lesznek egyedül többé. A részvét-kölcsönös rokonszenvé alakul, kettősök már-már felér egy szerelmi vallomással. Ám ekkor megérkezik a lánypárja, a Féllábú.
Nevén szólítja Beckmannt. Kiderül, hogy régi bajtársa, akinek azt mondta, hogy tartson ki a poszton a végsőkig. A Féllábú számon kéri egykori felettesét, hogy mit keres az ő otthonába, az ő feleségével. Beckmannt lelkiismeret-furdalás gyötri: a Féllábú miatta lett nyomorék. Kétségbeesetten rohan el a már-már megtalálni vélt otthonból.
III. tétel: Beckmann felkeresi egykori parancsnokát az Ezredest, aki sértetlen polgári jólétében nem akar a háborúra emlékezni. De Beckmann felidézi annak az éjszakának az emlékét, amikor átadta neki a felelősséget, hogy húsz emberével derítsék fel az erdőt. A felderítés során tűzharcba keveredtek és csak kilencen tértek vissza. Elmeséli rémálmait: a rábízott és ott veszett tizenegy ember árnya nem hagyja nyugodni. Álmában előjönnek a megölt bajtársak és elözönlik a világot. Mindent elborít a vér és a halál jelenléte. Megdöbbentő halálkórus bontakozik ki Beckmann szavaiból.
Az egykori őrmester maga is áldozat, de mások miatt is lelkiismeret furdalása van, akiknek a halálért ő felel. Az Ezredes azonban részvétlen marad. Nem indítja meg sem az elesett bajtársak, sem az árván maradt gyerekek és özvegyek jajszava. Gondosan őriz lelki vakságát és meg se hallja a jajkiáltásokat. Beckmann azonban itt sem tud szabadulni a felelősségétől. Kétségbeesetten hagyja el a színt.
IV. tétel: Beckmann leissza magát, hogy az életet elviselhetőbbé tegye. Keserű gúnnyal, sanzonra emlékeztető modorban énekli saját történetét. A Kabaréigazgató felfigyel a szerencsétlenre és vállon veregetni, megdicséri. Nagyon tehetségesnek találja. Felkéri, hogy lépjen fel a kabaréban, ugyanis most olyan művészet kell a népnek, ami nem nyugtalanít, hanem örömet ad. A nép ezt várja a művésztől és a művész teljesítse kötelezettségét.
Beckmann számon kéri a művészet igazságát, mire a Kabaréigazgató felnevet: mi köze van a művészetnek az igazsághoz? Az igazság csak megutáltatja magát. De Beckmann nem tud hazugságban élni, így nem fogadja el az ajánlatot.
V. tétel: A mindenhonnan kitaszított Beckmannt ismét a rommezőhöz, a folyópartja hajtja a kétségbeesés. Megjelenik az öngyilkossá lett Féllábú árnya, aki szintén őt okolja halálért. Ekkor Beckmann kétségbeesetten tör ki: gyilkos ő, akit megöltek. Már csak a halált kívánja. A Halál meg is jelenik és kinyitja előtte ajtaját. Az egyetlen ajtót, ami befogadja őt.

## Az opera zenéje
Az operában a zeneszerző korábbi műveiben kigondolt több tételes modellje érvényesül, nem felvonásokra, hanem tételekre osztva a művet. Ez meglehetősen rendhagyó megoldás volt a maga idejében. A tulajdonképpeni történet csak másodlagos a zene mellett: egyértelműen a zenéé a főszerep, amely az emberről és az emberi kapcsolatokról mesél. Balassa semmilyen irányzathoz vagy iskolához nem sorolta magát, ezért tudatosan nem élt a dodekafóniával sem. Alkalmaz ugyan olykor tizenkétfokú foszlányokat a zenei anyagban, de mellette találkozhatunk a pentaton részekkel is.
A darab csúcspontja kétségkívül a harmadik tétel: egy nagy, modern Dies irae, egy apokaliptikus világvége látomás. Ebben a jelenetben a kórusnak van meghatározó szerepe. A harmadik tétellel diszharmóniát alkot a negyedik. Ez egy bizarr kuplé, tréfásan előadva, melyet a hangszerelés tesz még kirívóbbá: a klarinéthoz cimbalom és köcsögduda társul.
A tételekre osztás utal az opera oratorikus ihletettségére. A tétel, mint zenei forma, minden realista drámai rugalmasságot kizár, kiemelt szimmetriákat és nagy felületű lírai-szimfonikus szerkesztést alkalmaz. Az öt tételből az első, a harmadik és az ötödik kapcsolódik egymáshoz. Közös bennük, hogy kórus tételek és rávilágítanak arra a tényre, miszerint a történet egy misztikus színpadon játszódik. Balassára elsősorban Alban Berg Woyzeck című operája gyakorolt nagy hatást. Az ajtón kívül egyes ütemei mintha Berg első operájának távolba vesző foszlányai lennének.

## Az opera CD-kiadása
Beckmann – Fülöp Attila, Lány – Tokody Ilona, Féllábú – Palcsó Sándor, Ezredes – Sólyom-Nagy Sándor, Halál – Gregor József, Kabaréigazgató – Bordás György, Isten – Fülöp Attila; Közreműködik: a Magyar Rádió és Televízió Ének- és Zenekara; vezényel: Lehel György; A felvétel ideje és helye: 1980, a Magyar Rádió Stúdiója; a kiadás éve: 2007. Hungaroton 1 CD HCD12052 ADD Stereo